# مجمع فيلابولي

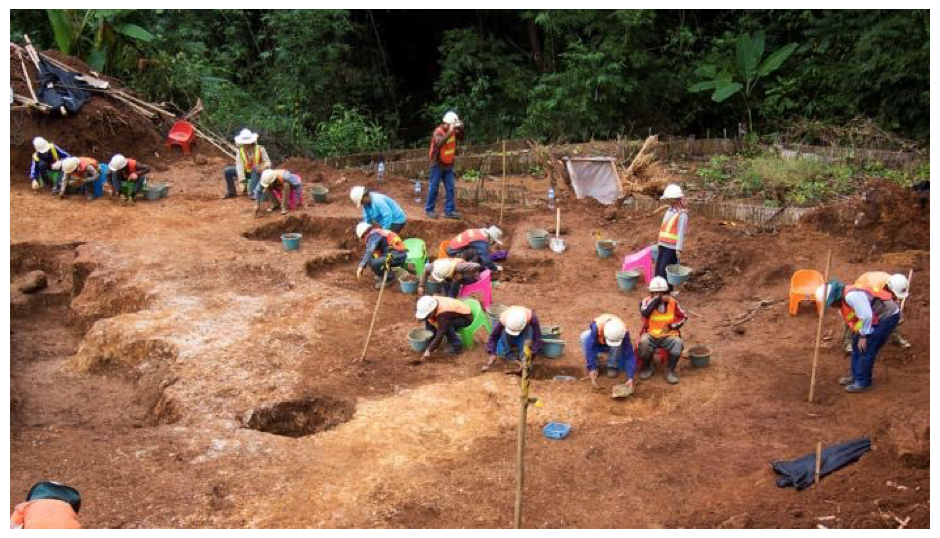
موقع حفر بيون بالو في عام 2009

مجمع فيلابولي هو موقع أثري يقع في محافظة سافاناكيت في لاوس والذي يضم صهر النحاس وتعدين النحاس خلال العصر الحديدي. يُعد مجمع فيلابولي مهمًا لأنه يضع علماء الآثار في مأزق بشأن متى بدأ أصل تعدين البرونز في جنوب شرق آسيا. تشير التقديرات إلى أن الموقع كان حوالي 400 قبل الميلاد - 500 بعد الميلاد وكذلك 1000 - 400 قبل الميلاد ليصل إلى العصر الحديدي والعصر البرونزي في جنوب شرق آسيا.
يحتوي الموقع على توقيع الرصاص يتبعه النحاس وسبائك البرونز، مما يدل على مصدر هائل للمواد التي يمكن أن تفيد علم المعادن في المنطقة. وبهذا، امتلك مجمع فيلابولي كل قوة المنطقة لأنه يمتلك كل الموارد اللازمة لتطوير التكنولوجيا خلال العصرين البرونزي والحديدي. يحتوي مجمع فيلابولي والمنطقة على مواقع التعدين مثل حقل التنين، وبيون بالو، وتنغخام جنوب د، وخانونغ أ2، وكهف الملكيت. تشير جميع هذه المواقع إلى العصر الحديدي، لكن بيون بالو كشف أن التعدين في العصر البرونزي يواصل المأزق بالنسبة لعلماء الآثار.  يعد بحث مثل هذا أمرًا حيويًا لمجمع فيلابولي للعثور على التاريخ الدقيق وفهمه عندما كان شعوب جنوب شرق آسيا يتاجرون بالمعادن ويتشاركون تقنيات التعدين. هناك أيضًا مواقع أخرى في المنطقة مثل وادي براشان التي تشترك في الكثير من أوجه التشابه مع مجمع فيلابولي مما يكشف عن الاستمرارية لشعوب جنوب شرق آسيا. 

## جغرافية الموقع
يقع مجمع فيلابولي في محافظة سافاناكيت في وادي سلسلة جبال أناميت على ارتفاع حوالي 250 إلى 600 متر فوق مستوى سطح البحر. على الرغم من أنها تقع في أحد الأودية، إلا أنها لا تزال تقع على ارتفاع لا بأس به عن مستوى سطح البحر، وهو ما يميز مناخات سلسلة الجبال. كانت سلسلة جبال أناميت جزءًا رئيسًا من التعدين لأنها كانت غنية بالمواد اللازمة لعلم الفلزات. وهذا ما يفسر كمية المناجم الموجودة في محافظة سافاناكيت. يقع الموقع أيضًا في حوض سيبون الذي يسمح بوجود الرواسب البحرية والأنهار القارية القديمة من العصر الفحمي. توجد رواسب التعدين في الصخور الرسوبية للحوض مع طبقة لطيفة من الملكيت، والأزوريت، والكبريت، والنحاس الأصلي، وما إلى ذلك، مما يجعل من المنطقي أن يقوم سكان جنوب شرق آسيا بالتعدين من هذه المنطقة. كان النحاس الذي استخرج من مجمع فيلابولي من رواسب الكبريتيد التي يبلغ سمكها 100 متر والتي كانت كمية وفيرة من الخام خلال العصر الحديدي/العصر البرونزي لشعوب جنوب شرق آسيا. زودت رواسب الكبريتيد في سلسلة جبال أناميت كميات وفيرة للناس فترة من الزمن نظرًا لاحتواء هذه المنطقة على مقدار كبير من مناجم الكبريتيدات المنتشرة عبر سلسلة جبال أناميت وحوض محافظة سافاناكيت.

## المواد

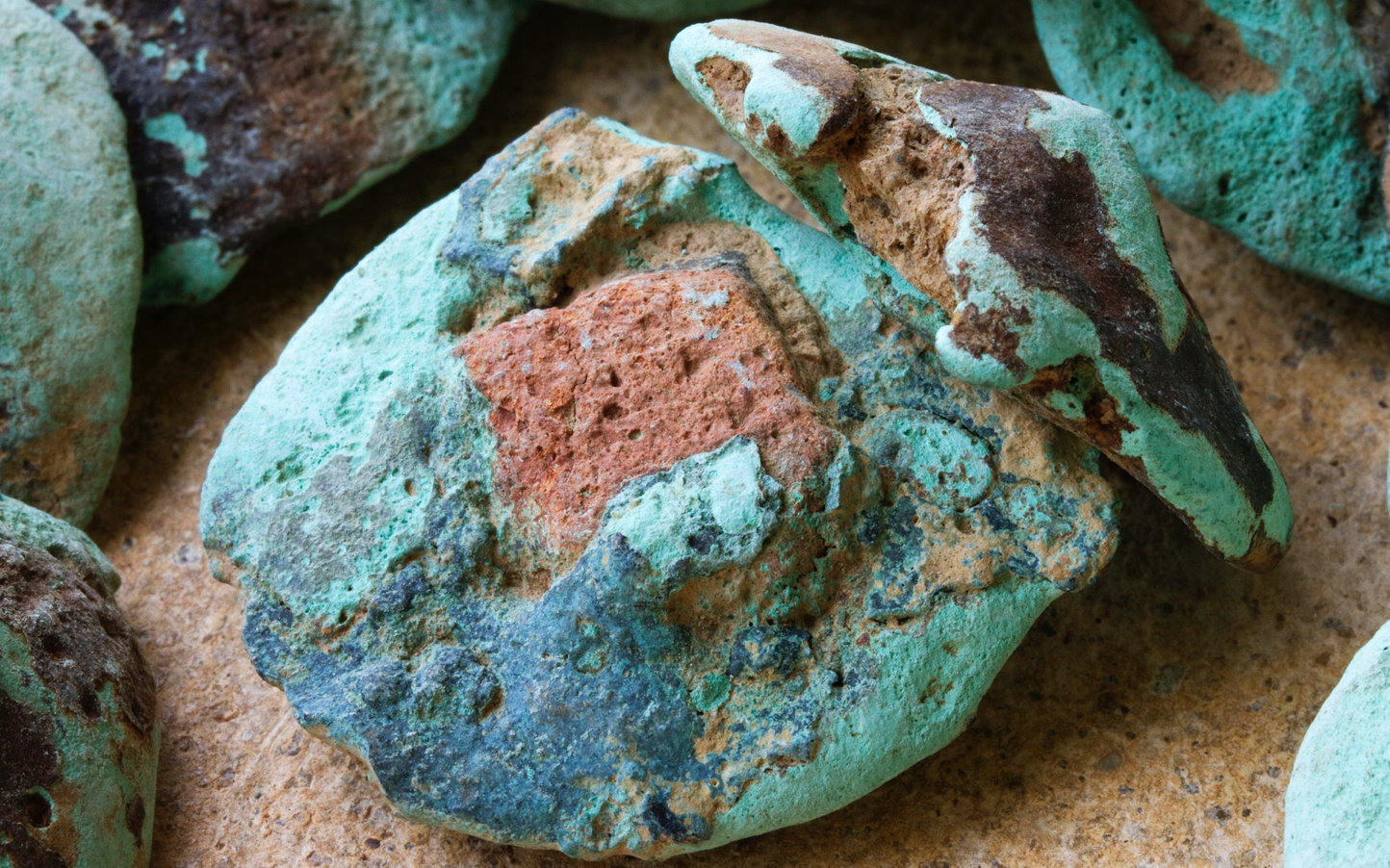
مثال على سبيكة نحاس مخروطية الشكل من العصر الحديدي.

تشمل المواد الموجودة في مجمع فيلابولي النحاس وسبائك النحاس والملكيت والكالكوسيت. عُثر أيضًا في المواقع على أجزاء صغيرة من الخبث، وهو منتج النفاياتالناتج عن صهر الخام.
السبائك المخروطية وفيرة في المجمع. يبلغ قطر معظم السبائك، التي عُثر عليها، من 40 إلى 50 ملم وبوزن من 32 إلى 84 جرامًا. وهي مصنوعة من النحاس النقي تقريبًا.
وقد وجدت الحفريات أن الملكيت (Cu2(CO3)(OH)2)، وهو نوع من كربونات النحاس، موجود بكثرة في مجمع فيلابولي. يوجد أيضًا الكالكوسايت (Cu2S)، وهو كبريتيد النحاس الثانوي، في العديد من الأماكن في المجمع، وغالبًا ما يوجد بالقرب منه أو مخلوطًا بقطع الملكيت. 
كما عثرت التنقيبات والتعدين على قطع أثرية مصنوعة من سبائك النحاس والبوتقات وشظايا الخبث، وكلها أدلة ليس فقط على التعدين ولكن على صهر الخام أيضًا.

## أدلة التعدين
تشمل مجموعة الأدلة في مجمع فيلابولي مهاوي التعدين  وأدلة تفيد بوجود نشاط تعديني سابق في الموقع. يوجد في المجمع هياكل خشبية قديمة تدعم أعمدة التعدين في مواقع مثل خانونغ أ2 وتنغخام جنوب د. في خانونغ أ2، اكتشف علماء الآثار أكثر من 130 عمود تعدين محفوظ جيدًا. يعود تاريخ الخشب الموجود في هذه الأعمدة إلى حوالي 2000 سنة مضت. الأعمدة المكشوفة في هذه المواقع عمودية بالكامل، والهياكل الخشبية الداعمة مصنوعة من ثمانية أنماط نجمية مدببة، متصلة في الزوايا بألياف الروطان. توجد جدران مصنوعة من صفائح الخيزران أو الروطان لفصل الأرض عن عوارض الدعم.
تحمل  إشارات وأدلة تفيد بوجود نشاط تعديني سابق في الموقع.

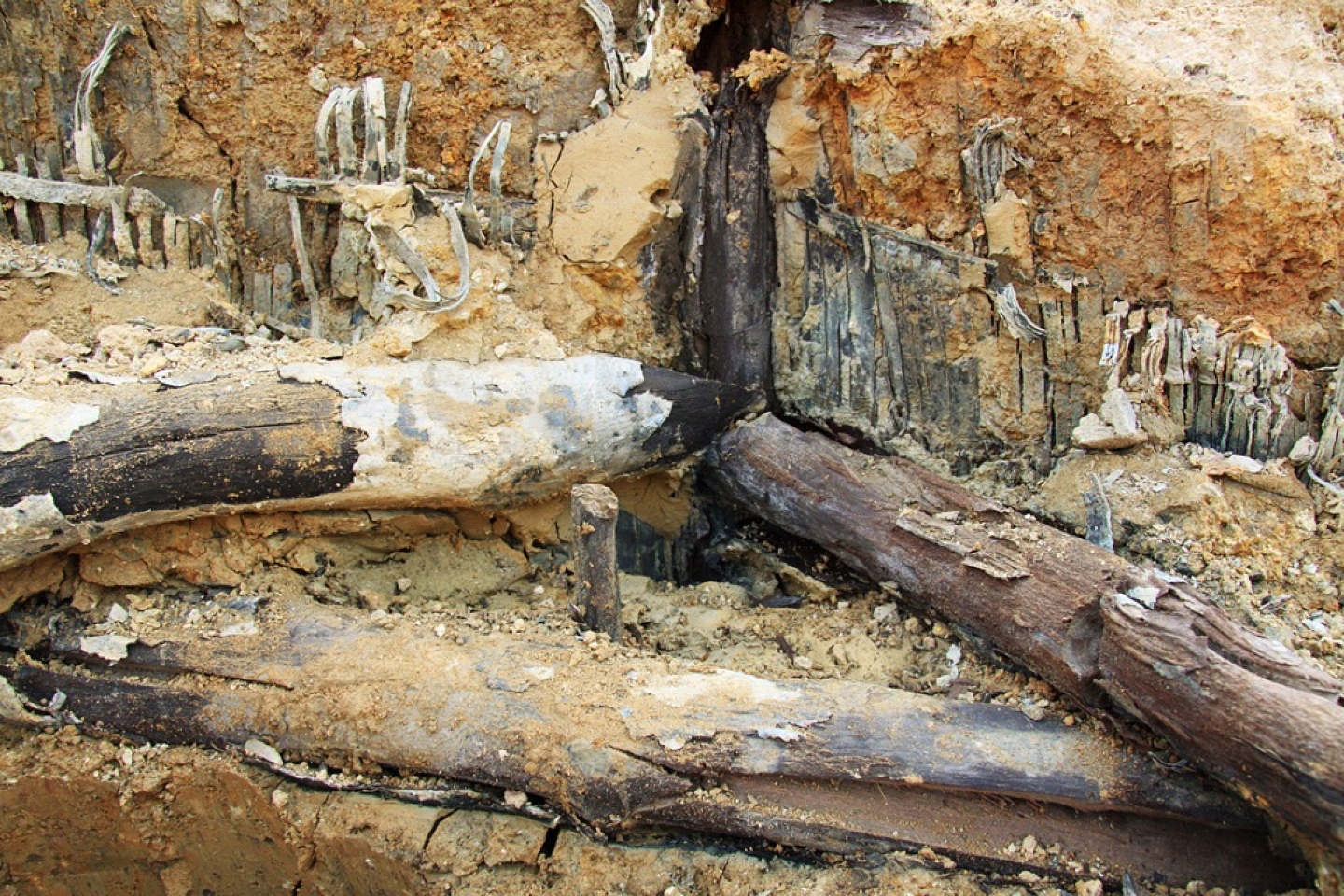
هياكل عمود التعدين الخشبية وأربطة الروطان من موقع خانونغ أ2.

تمتد حفرة التعدين في خانونغ أ2 على حوالي 60 مترًا في 20 مترًا. يبلغ عمق جميع الأعمدة تقريبًا في هذه المنطقة حوالي 14.5 مترًا ولكن حُفر أحدها على عمق 23 مترًا تحت الأرض. أُرّخت القطع الصغيرة من تجليد الروطان والخشب من أعمدة الدعم في خانونغ أ2 بالكربون المشع إلى 61 +/- 38 م و192 +/- 39 قبل الميلاد.
تحتوي أعمدة التعدين الموجودة في تنغخام جنوب د على هياكل مختلفة مقارنة بتلك الموجودة في خانونغ أ2:  تأتي بشكل نجمي مستدير مشابه لتلك الموجودة في منطقة خانونغ ولكن مع شعاع دعم قطري إضافي، وبعضها مربع الشكل، وبعضها ليس له هيكل على الإطلاق. تصل الأعمدة المربعة الشكل إلى عمق حوالي 20 مترًا تحت السطح وتتصل أيضًا في كل زاوية بألياف الروطان. قد يكون العمود بدون هيكل منجمًا آخر مفتوحًا حيث لا توجد عوارض داعمة، بل فقط جدران طويلة مصنوعة من أعمدة عمودية وخيزران وألواح الروطان. أُرخ هذا "العمود" بالكربون المشع على أنه يعود إلى حوالي 152 +/- 28 قبل الميلاد، ولكن يعود تاريخ الخيزران من العمود المربع إلى 398 +/- 27 م.
تشمل الأدلة الأخرى على التعدين في مجمع فيلابولي المواد الخام الموجودة في المناجم والتي يمكن تأريخها بالكربون المشع في نفس الوقت. عُثر على النحاس والبرونز وسبائك البرونز والملكيت والكالكوسيت في مواقع مختلفة في المجمع. لا يوجد سوى خمسة مواقع تعود إلى عصور ما قبل التاريخ حيث توجد أدلة على تعدين وصهر النحاس، ومجمع فيلابولي واحد منها.

## العصر الحديدي مقابل العصر البرونزي
أثار التأريخ المتضارب للكربون المشع لمجمع فيلابولي والمواقع القريبة منه جدلاً حول انتماء المواقع للعصر الحديدي أو العصر البرونزي. حدث العصر البرونزي في شمال شرق تايلاند ووسط لاوس، حيث تقع فيلابولي، حوالي 1500 قبل الميلاد إلى 500 قبل الميلاد. العصر الحديدي هو العصر الأحدث، وحدث حوالي 400 قبل الميلاد إلى 400 بعد الميلاد.
تُشير تواريخ الكربون المشع لأعمدة التعدين إلى أنها كانت تُستخدم لاستخراج النحاس ما بين 1000 قبل الميلاد و700 بعد الميلاد. وعلى الرغم من ذلك، فإن غالبية المواقع في فيلابولي تنتمي إلى العصر الحديدي. أحد المواقع القريبة، بيون باولو، هو السبب الرئيس لهذا النقاش. يعود تاريخ الأدلة الواردة من بيون باولو إلى ما قبل عام 450 قبل الميلاد، وهذا يضعها خارج الإطار الزمني للعصر الحديدي في لاوس.
وفقًا لبعض علماء الآثار، يمكن تفسير هذه الأدلة بأن مجمع فيلابولي كان منطقة مهمة لعمليات التعدين وإنتاج النحاس ابتداءً من العصر البرونزي، ثم أصبح أكثر نشاطًا في الصهر وغيره من الإنتاج خلال العصر الحديدي. ويذهب البعض إلى أبعد من ذلك، ويعتقدون أن إنتاج النحاس ازدهر خلال العصر الحديدي وواستمر لعدة مئات من السنين  في فترة "التاريخ البدائي"، من 500 م إلى 700 أو 800 م.

## مواقع مشابهة لمجمع فيلابولي

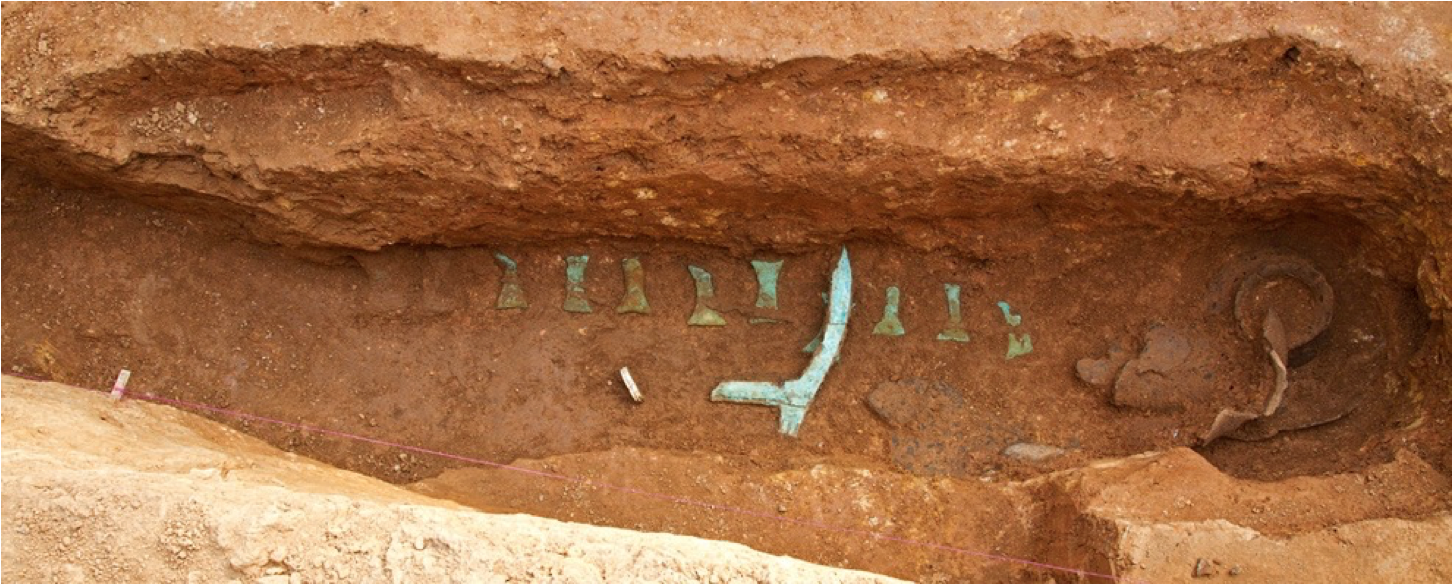
عُثر على فأس خنجر وأواني وسبائك نحاسية في موقع بيون بالو.

الموقعين المشابهين لمجمع فيلابولي هما فو لونغ وخاو وونغ في وادي براشان والذي أظهر نتائج مماثلة في الأدلة، واللتان تشيران إلى وجود أنشطة تعدينية مماثلة أو مشابهة. كُشف عن الارتباط بين هذه المواقع من خلال استخدام نظائر الرصاص الموجودة على القطع الأثرية النحاسية التي اكتشفها علماء الآثار والتي كشفت عن توقيع مشابه لتوقيع مجمع فيلابولي. وهذا يؤكد أن تقنيات مماثلة منتشرة على نطاق واسع في جنوب شرق آسيا والتي تخلق جانب التواصل من خلال التقنيات. لم يكن هناك أي دليل على وجود تشابه سياسي/اجتماعي ولكن هذا الدليل في فو لونغ أو خاو وونغ يقدم صورة مختلفة قد تقود علماء الآثار إلى مسار جديد لفهم الوضع. يوضح هذا التعقيد المحتمل لشعوب جنوب شرق آسيا حيث تمكنوا من تطوير أشكال التعدين وعلم الفلزات ونقل تلك المعرفة إلى مجموعات أخرى. على الرغم من وجود أدلة مذهلة في فو لونغ وخاو وونغ، إلا أنها لا تزال تطرح أسئلة تساهم في المزيد من الحضارة في المنطقة إلى جانب إنتاج الفلزات. هناك أيضًا احتمال أن تفاعل عمال المناجم الهرميون مع منتجي ما بعد الدولة في فو لونغ أو خاو وونغ في وادي براشان.